# Narcissus angustifolius
Narcissus angustifolius là một loài thực vật có hoa trong họ Amaryllidaceae. Loài này được Curt. mô tả khoa học đầu tiên.